# Magenta Riddim
«Magenta Riddim» — песня французского диджея DJ Snake. Она вышла 23 февраля 2018 года и вошла в его второй студийный альбом Carte Blanche. Автором и продюсером песни выступил DJ Snake.

## Композиция
В песне есть мелодии жанра дэнсхолл, а также элементы южноафриканской музыки.

## Музыкальное видео
Музыкальное видео вышло 12 апреля 2018 года, режиссёрами выступили Галь Муджиа и Ваня Хейманн. Съёмки проходили в Ramoji Film City в Хайдарабаде, Индия. DJ Snake, который является представителем французской элитной пожарной команды, объединил усилия с местными пожарными под руководством капитана Раджи, который не может перестать танцевать, и когда они катаются по городу, сопровождающие демонстрируют методы пожарной безопасности, а соседи также танцуют вместе с ними под ритмы песни.
Позже самый низкий из пожарных узнаёт, что все пожары, которые они потушили, были устроены самим капитаном с помощью спички «пурпурного риддима» и бензина. Он сделал это, чтобы потушить его и получить награду за храбрость от правительства. Песня заканчивается тем, что самый низкий пожарный шокирован полным неверием, в то время как остальная часть команды продолжает танцевать.

### Символизм
Сюжет видео, через пожарных, символизирует коррупцию, проблему, распространённую во всём мире и печально ведомую в истории Индии. Как и пожарные, политики хорошо известны тем, что создают проблемы, а затем решают их, притворяясь героями.
Видео также имитирует индийскую киноиндустрию, которая, как известно, использует чрезмерные визуальные эффекты и популярна в индийском обществе, показывая летающую машину, мальчика, которого пинает один из пожарных с такой силой, что он прыгает обратно в свой дом, пожарный, использующий слишком много воды, хранящуюся в теле, чтобы потушить пожар, и т. д. Видео включает в себя подавление недоверия, как и сами фильмы.
По состоянию на январь 2023 года, музыкальное видео набрало около 339 миллионов просмотров.

## Чарты
| Чарт (2018)                                | Высшая позиция |
| ------------------------------------------ | -------------- |
| Бельгия/Фландрия (Ultratip)                | 4              |
| Бельгия/Валлония (Ultratip)                | 15             |
| Франция (SNEP)                             | 46             |
| США (Billboard Dance Club Songs)           | 1              |
| США (Billboard Hot Dance/Electronic Songs) | 14             |

| Чарт (2018)                               | Позиция |
| ----------------------------------------- | ------- |
| France (SNEP)                             | 174     |
| US Dance Club Songs (Billboard)           | 26      |
| US Hot Dance/Electronic Songs (Billboard) | 59      |

## Сертификации
| Регион                                                                      | Сертификация | Продажи |
| --------------------------------------------------------------------------- | ------------ | ------- |
| Бразилия (ABPD)                                                             | Золотой      | 20 000  |
| Данные о продажах + прослушиваниях приведены только на основе сертификации. |              |         |